# منتزه البحيرة الطبيعي في ميورقة
منتزه البُحيرة الطبيعي في ميورقة (بالإسبانية: Parque Natural de la Albufera de Mallorca)